# 아마기역
아마기역(일본어: 甘木駅)은 일본 후쿠오카현 아사쿠라시에 위치한 서일본 철도와 아마기 철도의 역이다. 또한, 두 역은 100m가량 떨어져 있고 다른 역사와 시설을 갖는다.

## 이용 가능 철도 노선
- 서일본 철도
  - 아마기 선
- 아마기 철도
  - 아마기 선

## 니시테쓰 아마기 역

### 역사
- 1921년 12월 8일: 미쓰이 전기궤도의 역으로 영업 개시.
- 1924년 6월 30일: 회사의 합병으로 본 회사의 역이 됨.
- 1942년
  - 9월 19일: 규슈 전기궤도에 합병되어 본 회사의 역이 됨.
  - 9월 22일: 규슈 전기궤도가 서일본 철도로 회사명 변경.
- 2008년 5월 18일: IC카드 nimoca의 공용 개시.
- 2017년 2월 1일: 역 번호 도입.

### 역 구조
섬식 승강장 1면 2선의 지상역으로 자동 매표기, 자동 개찰기가 설치되어 있다. 니시테쓰의 역사로서는 현존 최고의 1948년에 건축된 것이다.
낮의 다이어 시간대는 1,2번 선이 서로 번갈아 열차가 발차하다.

### 이용 상황
2016년도의 1일 평균 승하차 인원은 1,352명이며, 아마기 선 내에서는 기타노 역에 이어 제2위를 기록하고 있다.

### 인접역
| 서일본 철도 ■ 아마기 선 | 서일본 철도 ■ 아마기 선 | 서일본 철도 ■ 아마기 선 |
| ----------------------- | ----------------------- | ----------------------- |
| A02 마다 미야노진 방면  |                         | 시·종착역               |

## 아마기 철도 아마기 역

### 역사
- 1939년
  - 4월 28일: 국철 아마기 선의 역으로 영업 개시(당초 독음은 "あまき"였음).
  - 9월 20일: 독음 방식을 "あまぎ"로 변경.
- 1986년 4월 1일: 아마기 철도로의 전환에 따라 본 회사의 역이 됨.

### 역 구조
섬식 승강장 2면 3선의 지상역으로 자동 매표기, 기념 스탬프대가 설치되어 있다. 정기권의 발매를 하고 있다. 1939년의 건축으로, 아마기 철도 본사도 병설되어 있다.

### 인접역
| 아마기 철도 ■ 아마기 선 | 아마기 철도 ■ 아마기 선 | 아마기 철도 ■ 아마기 선 |
| ----------------------- | ----------------------- | ----------------------- |
| 다카타 기야마 방면      |                         | 시·종착역               |

## 역 주변
아사쿠라 시의 중심 시가지는 국도 제386호선의 연선에 있고, 본 역은 중심 시가지의 약간 서쪽 끝자락에 위치하고 있다. 역전에 국도 제322호선이 다니고 있다.
과거에는 역전을 발착하는 버스 수가 적었고, 아마기 시(당시) 시내 노선 버스의 대부분은 본 역에서 800m가량 떨어진 국도 제386호선변에 있어 아마기 버스 센터에서 발착하였지만, 2001년 4월 1일에 아마기 시내 노선 버스가 서일본 철도에서 아마기 관광 버스에 이관되었을 때, 아마기 버스 센터 대신 아마기 철도 측의 역전 로터리에 있는 아마기 철도 아마기 역전 정류장에서 발착하게 되었고, 열차와 버스 접속의 개선을 도모하였다.
- 아사쿠라 시청(구, 아마기 시청) - 북동쪽으로 약 1.2km
- 후쿠오카 법무국 아사쿠라 지국 - 북동쪽으로 약 1km
- 아사쿠라 공공 직업 안정소(헬로우 워크 아사쿠라) - 북동쪽으로 약 1km
- 후쿠오카 가정 법원 아마기 출장소・아마기 간이 법원 - 북동쪽으로 약 900m
- 아마기 세무서 - 북동쪽으로 약 900m
- 아사쿠라 경찰서 - 남동쪽으로 약 700m
- 히라쓰카 카와조에 유적 - 남쪽으로 약 2.7km
- 아마기 아케이드 상점가 - 북동쪽으로 약 500m
- 아마기 우체국 - 북동쪽으로 약 600m
- 아마기 역전 우체국 - 동쪽으로 약 300m
- 아마기히가시 우체국 - 동쪽으로 약 800m
- 아마기 유치원 - 북동쪽으로 약 700m
- 후쿠오카 현립 아사쿠라 고등학교 - 북동쪽으로 약 800m
- 후쿠오카 현립 아사쿠라히가시 고등학교 - 동쪽으로 약 600m
- 니시테쓰 버스 후쓰카이치 아마기 영업소
- 아마기 역사 자료관